# Don Beck (Unternehmensberater)

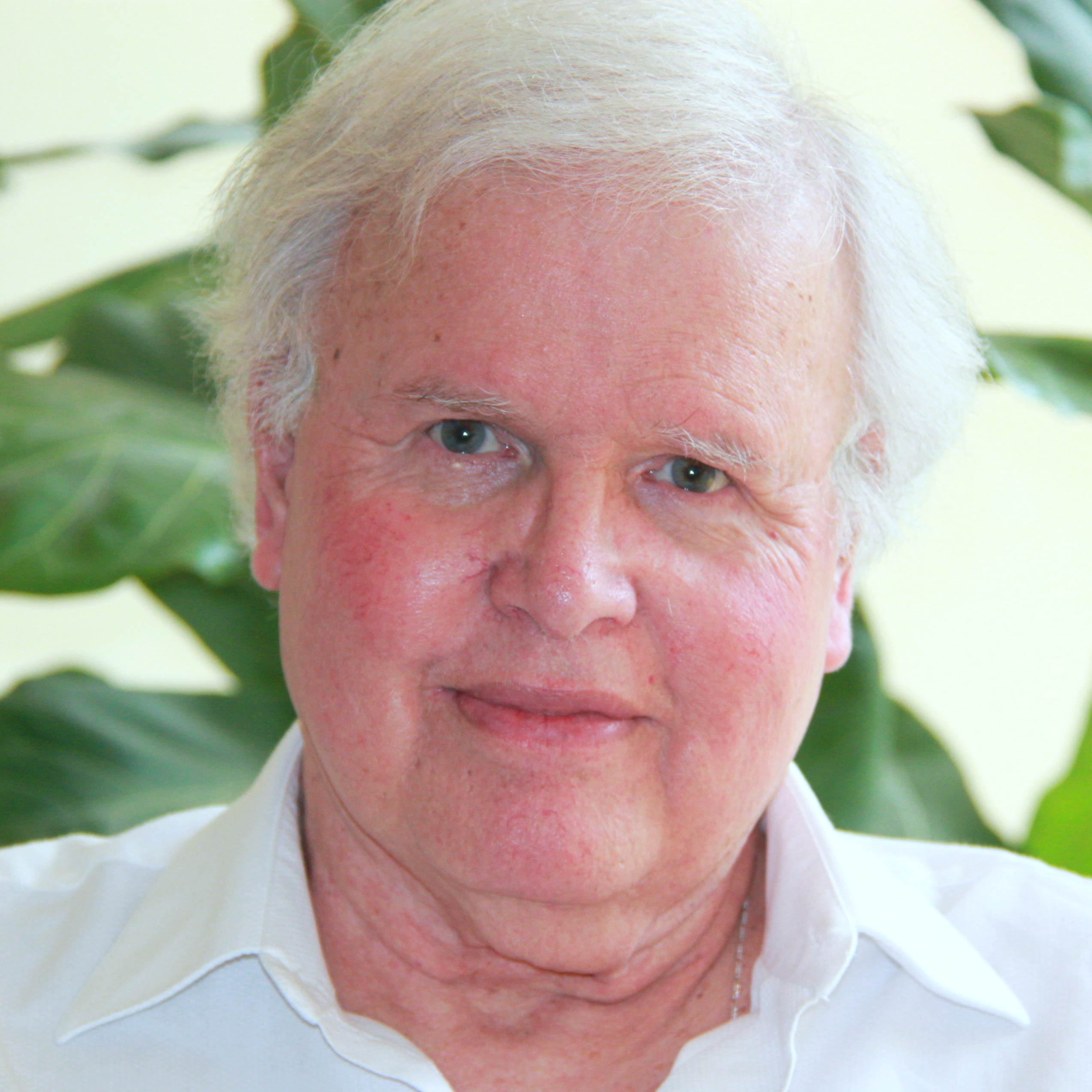
Don Beck

Donald Edward „Don“ Beck (* 31. Januar 1937; † 24. Mai 2022 in Denton, Texas) war ein US-amerikanischer Management-Berater und Koautor (mit Chris Cowan) des Buches Spiral Dynamics. Beck hat aus dem Werk seines Mentors Clare Graves ein Modell vom Wertewandel und dem Wandel der Kulturen entwickelt (die „Spiral Dynamics“). Beck war Mitbegründer des National Values Center in Denton (Texas) und CEO der Spiral Dynamics Group, Inc, die dieses Modell international vermarkten. In diesen Funktionen wendete Beck das System der Spiral Dynamics selbst an.

## Karriere
Während er in den Jahren ab 1981 Beratungstätigkeiten in Südafrika ausübte, schrieb er gemeinsam mit Graham Linscott das 1991 erschienene Buch The Crucible: Forging South Africa's Future (deutsch etwa: Der Schmelztiegel: Südafrikas Zukunft schmieden).
Beck lehrte 20 Jahre an der Universität von Nord-Texas. Er war „Fellow“ bei Gallup. Er diente den South African Springboks (Gewinner der Rugby-Weltmeisterschaft 1995) als Teampsychologe und beriet die Dallas Cowboys, New Orleans Saints, die Texas Rangers (Baseball) und das Olympische Komitee der USA für Leichtathletik. Er schrieb darüber hinaus auch eine Sportkolumne für die Dallas Morning News. Beck lebte in Denton, Texas.

## Bibliografie
- Don Beck und Graham Linscott: The Crucible: Forging South Africa’s Future, 1991. ISBN 0-620-16241-4
- Don Beck und Christopher Cowan: Spiral Dynamics: Mastering Values, Leadership, and Change, 1996 (deutsch: Spiral Dynamics – Leadership, Werte und Wandel. ISBN 978-3-89901-107-4)

### Hörbuch
- Spiral Dynamics Integral. Sounds True, Boulder, 2006